# Sawah Tangah
Sawah Tangah is een bestuurslaag in het regentschap Tanah Datar van de provincie West-Sumatra, Indonesië. Sawah Tangah telt 1429 inwoners (volkstelling 2010).